# 聚贤街道
聚贤街道，是中华人民共和国浙江省宁波市鄞州区下辖的一个乡镇级行政单位，原为梅墟街道的一部分，2018年12月以剑兰路为界，以西设立聚贤街道，以东仍为梅墟街道，2019年9月20日正式成立。

## 行政区划
聚贤街道下辖以下地区：
翔雲社區、聚賢社區、廣賢社區、菁華社區。